# Montero (Call Me by Your Name)
Montero (Call Me by Your Name) is een nummer van de Amerikaanse rapper en zanger Lil Nas X. Het nummer werd voor het eerst in een reclame gebruikt tijdens de Super Bowl LV in februari 2021. Vervolgens werd het nummer op 26 maart 2021 uitgebracht via Columbia Records als eerste track van het gelijknamige album dat uitgebracht werd op 17 september van datzelfde jaar. Het nummer is geschreven door Lil Nas X samen met zijn producers, Take a Daytrip, Omer Fedi en Roy Lenzo.

## Achtergrond
Het nummer was voor het eerst te horen tijdens een TikTok video en te zien in een Logitech-commercial die werd uitgezonden tijdens Super Bowl LV in februari 2021.  Op 9 maart 2021 werd de datum samen met de cover bekendgemaakt via Twitter.  De hoes is gemaakt door de Spaans-Kroatische kunstenaar Filip Ćustić en toont Lil Nas X als zowel Adam als God in een herinterpretatie van Michelangelo 's The Creation of Adam.  

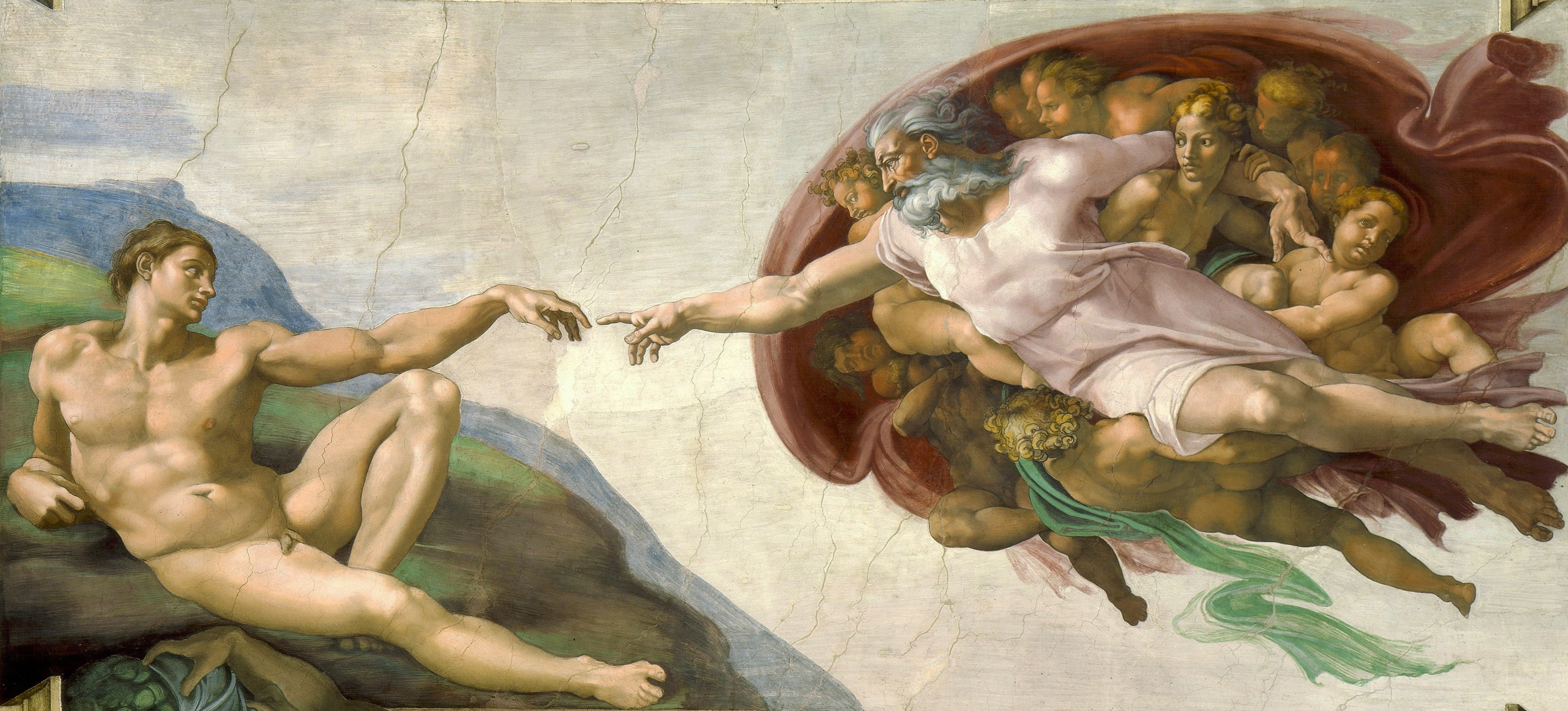
De albumhoes van het nummer bevat Lil Nas X in een herinterpretatie van Michelangelo 's The Creation of Adam.

De titel van het nummer is ontleend aan de voornaam van Lil Nas X, terwijl de ondertitel een verwijzing is naar de gelijknamige LGBT-film uit 2017. André Aciman, auteur van Call Me by Your Name, zei dankbaar en nederig te zijn dat Lil Nas X een lied had geschreven met dezelfde naam als zijn roman. Lil Nas X verklaarde later dat de film een van de eerste queerfilms was die hij ooit had gezien en dat deze 'erg kunstzinnig' aanvoelde en hem interesseerde in het concept van 'iemand bij je eigen naam noemen als geliefden en proberen het tussen jullie twee te houden', wat hem inspireerde om erover te schrijven.
Op de dag dat de single werd uitgebracht deelde Lil Nas X een open brief aan zijn 14-jarige zelf op Twitter, waarin hij reflecteerde op zijn keuze om op jonge leeftijd uit de kast te komen en zijn nervositeit over het nummer.  Hij zegt echter dat het "deuren zal openen voor veel andere queer mensen om gewoon te bestaan". Bovendien drukte hij zijn verlangen uit om mensen te laten zijn wie ze zijn.
De seksueel geladen videoclip voor het nummer toont de artiest in een aantal op de bijbel geïnspireerde scènes, waaronder de artiest via een strippaal naar de hel glijdt en een lapdance geeft aan Satan. De video werd tijdens de MTV Video Music Awards beloond met een prijs voor beste video van het jaar. Ook won het prijzen in de categorieën voor beste regie en beste visuele effecten.

## Commercieel succes
"Montero (Call Me by Your Name)" debuteerde bovenaan de Billboard Hot 100 en bezorgde Lil Nas X zijn tweede nummer één hit op de hitlijst na Old Town Road. Ook stond het nummer bovenaan de hitlijsten in Canada, Finland, Ierland, Litouwen, Noorwegen, Portugal en het Verenigd Koninkrijk, en bereikte het een hoogtepunt in de top tien van de hitlijsten in Australië, Oostenrijk, Duitsland, Hongarije, Nederland, Nieuw-Zeeland, Slowakije, Zweden en Zwitserland. Het nummer verwierf ook bekendheid in België en Nederland. In beide landen stond de rapper al bovenaan de wekelijke Spotifylijst.

## Hitnoteringen

### Nederlandse Top 40
| Hitnotering: 10-04-2021 t/m 14-08-2021 | Hitnotering: 10-04-2021 t/m 14-08-2021 | Hitnotering: 10-04-2021 t/m 14-08-2021 | Hitnotering: 10-04-2021 t/m 14-08-2021 | Hitnotering: 10-04-2021 t/m 14-08-2021 | Hitnotering: 10-04-2021 t/m 14-08-2021 | Hitnotering: 10-04-2021 t/m 14-08-2021 | Hitnotering: 10-04-2021 t/m 14-08-2021 | Hitnotering: 10-04-2021 t/m 14-08-2021 | Hitnotering: 10-04-2021 t/m 14-08-2021 | Hitnotering: 10-04-2021 t/m 14-08-2021 | Hitnotering: 10-04-2021 t/m 14-08-2021 | Hitnotering: 10-04-2021 t/m 14-08-2021 | Hitnotering: 10-04-2021 t/m 14-08-2021 | Hitnotering: 10-04-2021 t/m 14-08-2021 | Hitnotering: 10-04-2021 t/m 14-08-2021 | Hitnotering: 10-04-2021 t/m 14-08-2021 | Hitnotering: 10-04-2021 t/m 14-08-2021 | Hitnotering: 10-04-2021 t/m 14-08-2021 | Hitnotering: 10-04-2021 t/m 14-08-2021 | Hitnotering: 10-04-2021 t/m 14-08-2021 |
| Week:                                  | 1                                      | 2                                      | 3                                      | 4                                      | 5                                      | 6                                      | 7                                      | 8                                      | 9                                      | 10                                     | 11                                     | 12                                     | 13                                     | 14                                     | 15                                     | 16                                     | 17                                     | 18                                     | 19                                     |                                        |
| -------------------------------------- | -------------------------------------- | -------------------------------------- | -------------------------------------- | -------------------------------------- | -------------------------------------- | -------------------------------------- | -------------------------------------- | -------------------------------------- | -------------------------------------- | -------------------------------------- | -------------------------------------- | -------------------------------------- | -------------------------------------- | -------------------------------------- | -------------------------------------- | -------------------------------------- | -------------------------------------- | -------------------------------------- | -------------------------------------- | -------------------------------------- |
| Positie:                               | 34                                     | 11                                     | 7                                      | 7                                      | 9                                      | 9                                      | 11                                     | 11                                     | 11                                     | 14                                     | 8                                      | 7                                      | 5                                      | 7                                      | 10                                     | 16                                     | 20                                     | 22                                     | 33                                     | uit                                    |

### NederlandseSingle Top 100
| Hitnotering: 03-04-2021 tot heden | Hitnotering: 03-04-2021 tot heden | Hitnotering: 03-04-2021 tot heden | Hitnotering: 03-04-2021 tot heden | Hitnotering: 03-04-2021 tot heden | Hitnotering: 03-04-2021 tot heden | Hitnotering: 03-04-2021 tot heden | Hitnotering: 03-04-2021 tot heden | Hitnotering: 03-04-2021 tot heden | Hitnotering: 03-04-2021 tot heden | Hitnotering: 03-04-2021 tot heden | Hitnotering: 03-04-2021 tot heden | Hitnotering: 03-04-2021 tot heden | Hitnotering: 03-04-2021 tot heden | Hitnotering: 03-04-2021 tot heden | Hitnotering: 03-04-2021 tot heden | Hitnotering: 03-04-2021 tot heden | Hitnotering: 03-04-2021 tot heden | Hitnotering: 03-04-2021 tot heden | Hitnotering: 03-04-2021 tot heden | Hitnotering: 03-04-2021 tot heden |
| Week:                             | 1                                 | 2                                 | 3                                 | 4                                 | 5                                 | 6                                 | 7                                 | 8                                 | 9                                 | 10                                | 11                                | 12                                | 13                                | 14                                | 15                                | 16                                | 17                                | 18                                | 19                                | 20                                |
| --------------------------------- | --------------------------------- | --------------------------------- | --------------------------------- | --------------------------------- | --------------------------------- | --------------------------------- | --------------------------------- | --------------------------------- | --------------------------------- | --------------------------------- | --------------------------------- | --------------------------------- | --------------------------------- | --------------------------------- | --------------------------------- | --------------------------------- | --------------------------------- | --------------------------------- | --------------------------------- | --------------------------------- |
| Positie:                          | 25                                | 5                                 | 2                                 | 3                                 | 3                                 | 3                                 | 3                                 | 5                                 | 8                                 | 8                                 | 5                                 | 5                                 | 7                                 | 8                                 | 6                                 | 7                                 | 10                                | 11                                | 14                                | 20                                |
| Week:                             | 21                                | 22                                | 23                                | 24                                | 25                                | 26                                | 27                                | 28                                | 29                                |                                   |                                   |                                   |                                   |                                   |                                   |                                   |                                   |                                   |                                   |                                   |
| Positie:                          | 22                                | 37                                | 37                                | 58                                | 61                                | 44                                | 45                                | 56                                | 61                                |                                   |                                   |                                   |                                   |                                   |                                   |                                   |                                   |                                   |                                   |                                   |

### VlaamseUltratop 50
| Hitnotering: 10-04-2021 t/m 25-09-2021 | Hitnotering: 10-04-2021 t/m 25-09-2021 | Hitnotering: 10-04-2021 t/m 25-09-2021 | Hitnotering: 10-04-2021 t/m 25-09-2021 | Hitnotering: 10-04-2021 t/m 25-09-2021 | Hitnotering: 10-04-2021 t/m 25-09-2021 | Hitnotering: 10-04-2021 t/m 25-09-2021 | Hitnotering: 10-04-2021 t/m 25-09-2021 | Hitnotering: 10-04-2021 t/m 25-09-2021 | Hitnotering: 10-04-2021 t/m 25-09-2021 | Hitnotering: 10-04-2021 t/m 25-09-2021 | Hitnotering: 10-04-2021 t/m 25-09-2021 | Hitnotering: 10-04-2021 t/m 25-09-2021 | Hitnotering: 10-04-2021 t/m 25-09-2021 | Hitnotering: 10-04-2021 t/m 25-09-2021 | Hitnotering: 10-04-2021 t/m 25-09-2021 | Hitnotering: 10-04-2021 t/m 25-09-2021 | Hitnotering: 10-04-2021 t/m 25-09-2021 | Hitnotering: 10-04-2021 t/m 25-09-2021 | Hitnotering: 10-04-2021 t/m 25-09-2021 | Hitnotering: 10-04-2021 t/m 25-09-2021 | Hitnotering: 10-04-2021 t/m 25-09-2021 | Hitnotering: 10-04-2021 t/m 25-09-2021 | Hitnotering: 10-04-2021 t/m 25-09-2021 | Hitnotering: 10-04-2021 t/m 25-09-2021 | Hitnotering: 10-04-2021 t/m 25-09-2021 | Hitnotering: 10-04-2021 t/m 25-09-2021 |
| Week:                                  | 1                                      | 2                                      | 3                                      | 4                                      | 5                                      | 6                                      | 7                                      | 8                                      | 9                                      | 10                                     | 11                                     | 12                                     | 13                                     | 14                                     | 15                                     | 16                                     | 17                                     | 18                                     | 19                                     | 20                                     | 21                                     | 22                                     | 23                                     | 24                                     | 25                                     |                                        |
| -------------------------------------- | -------------------------------------- | -------------------------------------- | -------------------------------------- | -------------------------------------- | -------------------------------------- | -------------------------------------- | -------------------------------------- | -------------------------------------- | -------------------------------------- | -------------------------------------- | -------------------------------------- | -------------------------------------- | -------------------------------------- | -------------------------------------- | -------------------------------------- | -------------------------------------- | -------------------------------------- | -------------------------------------- | -------------------------------------- | -------------------------------------- | -------------------------------------- | -------------------------------------- | -------------------------------------- | -------------------------------------- | -------------------------------------- | -------------------------------------- |
| Positie:                               | 11                                     | 2                                      | 2                                      | 5                                      | 5                                      | 9                                      | 7                                      | 10                                     | 14                                     | 11                                     | 7                                      | 9                                      | 10                                     | 18                                     | 17                                     | 19                                     | 24                                     | 24                                     | 26                                     | 27                                     | 33                                     | 35                                     | 43                                     | 40                                     | 47                                     | uit                                    |

## Awards en nominaties
Het nummer werd genomineerd voor verschillende awards. Een overzicht van de belangrijkste awards en nominaties:
| Jaar | Awards                  | Categorie                | Resultaat   |
| ---- | ----------------------- | ------------------------ | ----------- |
| 2021 | American Music Awards   | Favourite Music Video    | Gewonnen    |
| 2021 | MTV Europe Music Awards | Best Video               | Gewonnen    |
| 2021 | MTV Europe Music Awards | Best Song                | Genomineerd |
| 2021 | MTV Europe Music Awards | Video for Good           | Genomineerd |
| 2021 | MTV Video Music Awards  | Video of the Year        | Gewonnen    |
| 2021 | MTV Video Music Awards  | Video for Good           | Genomineerd |
| 2021 | MTV Video Music Awards  | Best Art Direction       | Genomineerd |
| 2021 | MTV Video Music Awards  | Best Direction           | Gewonnen    |
| 2021 | MTV Video Music Awards  | Best Visual Effects      | Gewonnen    |
| 2021 | People's Choice Awards  | Video of the Year        | Genomineerd |
| 2021 | Los40 Music Awards      | Best International Video | Genomineerd |
| 2022 | Grammy Awards           | Record of the year       | Genomineerd |
| 2022 | Grammy Awards           | Song of the year         | Genomineerd |
| 2022 | Grammy Awards           | Best Music Video         | Genomineerd |